# Raudok (Arjeplogs socken, Lappland, 737509-156642)
Raudok är en sjö i Arjeplogs kommun i Lappland och ingår i Skellefteälvens huvudavrinningsområde. Sjön har en area på 0,333 kvadratkilometer och ligger 516 meter över havet. Raudok ligger i Hornavan-Sädvajaure fjällurskog Natura 2000-område.

## Delavrinningsområde
Raudok ingår i det delavrinningsområde (737937-155848) som SMHI kallar för Utloppet av Riebnes. Medelhöjden är 613 meter över havet och ytan är 201,29 kvadratkilometer. Räknas de 49 avrinningsområdena uppströms in blir den ackumulerade arean 975,08 kvadratkilometer. Riebnesströmmen som avvattnar avrinningsområdet har biflödesordning 2, vilket innebär att vattnet flödar genom totalt 2 vattendrag innan det når havet efter 311 kilometer. Avrinningsområdet består mestadels av skog (47 procent) och kalfjäll (21 procent). Avrinningsområdet har 64,45 kvadratkilometer vattenytor vilket ger det en sjöprocent på 32 procent.